# Исраилов, Каар
Каар Исраилов (2 (15) февраля 1905 — 17 июля 1979, Кызыл-Кыя, Ошская область) — советский шахтёр, депутат Верховного Совета СССР.

## Биография
Уроженец г. Кызыл-Кия, с. Кара-Козу.
С юных лет работал шахтёром на шахте. Стал участником строительства железной дороги к шахте. Был передовым шахтёром. Был одним из первых шахтёров-киргизов. В годы Великой Отечественной войны работал в трудовом лагере.
После войны работал крепильщиком на шахтах треста Кызыл-Кияуголь.
Был депутатом Верховного Совета СССР в 1954—1958 гг. (избирался в Совет Национальностей по Молотовскому округу).
Был награждён орденом Красной Звезды.
Имел 6 детей: 3 дочерей и 3 сыновей.
Имеется портрет (большое полотно Стуковского) и фотографии в государственном музее в г. Бишкек.